# باغداها
قرية باغداها، هي إحدى قرى مقاطعة سارلاهي التابعة لمديرية جاناكبور الواقعة في جنوب شرق النيبال وفقًا لتعداد عام 1991 بلغ عدد سكانها 4124 نسمة والأسر 775 أسرة.